# Краснорыльский
Краснорыльский — аул в Сергиевском районе Самарской области в составе сельского поселения Воротнее.

## География
Находится на расстоянии примерно 30 километров по прямой на юго-юго-запад от районного центра села Сергиевск.

## История
Был основан в 1929 году как отделение совхоза «Зерновой» (позднее «Серноводский»). Постоянного население аула было около 100 человек, рабочие привозились с центральной усадьбы (ныне село Воротнее). В 1994 году в аул приехали переселенцы из Казахстана и организовали фермерское хозяйство. До 2008 года земли обрабатывали только фермеры. С 2008 года земли собственников земельных долей переданы на обработку ООО «НАПКО-Самара».

## Население
Постоянное население составляло 15 человек (русские 100 %) в 2002 году, 3 в 2010 году.